# TETRA
TETRA (TErrestrial Trunked RAdio) — открытый стандарт цифровой транкинговой радиосвязи, разработанный европейским институтом телекоммуникационных стандартов ETSI (European Telecommunications Standards Institute) для замены морально устаревшего стандарта MPT 1327.
Радиоинтерфейс стандарта TETRA предполагает работу в диапазоне частот от 150 до 900 МГц с шагом 25 кГц и дуплексным разносом радиоканалов 10 МГц. В странах Европы за службами безопасности закреплены диапазоны 380—385/390—395 МГц, а для коммерческих организаций предусмотрены диапазоны 410—430/450—470 МГц. За пределами Европы могут использоваться диапазоны частот 870—876/915—921 МГц. Используется метод временно́го разделения каналов TDMA (Time Division Multiple Access) — на одной физической частоте образуется 4 логических канала (слота).
Для кодирования речи используется речевой кодек ACELP (линейное предсказание с возбуждением от алгебраической кодовой книги) скоростью 4,8 кбит/с. После добавления избыточности один голосовой поток приобретает скорость 7,2 кбит/с. Скорость суммарного выходного потока в радиоканале равна 36 кбит/с. Если сравнивать качество голоса в сетях стандарта TETRA с качеством голоса в сетях GSM, то TETRA незначительно уступает по этому показателю. Но при этом стандарт TETRA в четыре раза эффективнее GSM с точки зрения использования частотного спектра.
TETRA широко используется в служебных и технологических сетях связи (речевой и передачи данных) железнодорожного транспорта в России и в странах Евросоюза.

### Известные уязвимости
В 2013 году студент из Словении Деян Орниг (Dejan Ornig), научился расшифровывать TETRA-коммуникации местных госслужб. Тогда инцидент списали на неправильную конфигурацию протокола, а на хакера подали в суд.
В 2022 году в результате первого публичного аудита безопасности, проведённого впервые более чем за 25 лет существования стандарта связи TETRA, группа из трёх голландских исследователей: Йоса Ветцельса (Jos Wetzels), Воутера Бокслага (Wouter Bokslag) и Карло Мейера (Carlo Meijer), обнаружила ряд критических уязвимостей и бэкдор в этом стандарте. 